# A Magyar Kultúra Lovagjai 2000
A Magyar Kultúra Lovagja 2000. évi kitüntetettjei

## A Magyar Kultúra Lovagja
19.	Szőke Anna (Kishegyes, Jugoszlávia) Vajdasági Magyar Óvodapedagógusok Egyesülete és a Petőfi Sándor Művelődési Egyesület elnöke, „A határon túli magyarság kultúrájának megőrzéséért és fejlesztéséért”
20.	Kovács Andrásné (Jászfényszaru) nyugalmazott tanár, drámapedagógus, „Határon túli drámapedagógusi munkásságáért és a magyar felsőfokú drámapedagógus képzés beindításáért”
21.	Varga Albin (Gencsapáti) népművelő, Művelődési Ház igazgatója, „Népművelői tevékenységéért”
22.	Pál Aladár (Váraszó) népzenész, „Zenei örökség felkutatásáért és a népzenei hagyományok fejlesztéséért”
23.	Sütő Ferenc (Bodrog) fodrász, „Közösségépítő munkásságáért”
24.	Szögi Csaba (Budaőrs) a Közép-Európai Táncszínház igazgatója, művészeti vezetője, „A magyar táncművészet fejlesztéséért”
25.	Dr. Balázs Ferenc (Pécs) a JPTE Pollack Mihály Műszaki Főiskola docense, „Tanári példamutatásáért”
26.	Pálfi András (Aranyosapáti) polgármester, „Nemzetközi kulturális kapcsolatok feltételeinek megteremtéséért”
27.	Dr. Ulbrecht Sándor (Nagyvarsány) állatorvos, „A nemzetközi alkotóközösség támogatásáért”
28.	Horváth Pál (Budapest) a PanTel Rt vezérigazgatója,„Világszínvonalú magyar telefonhálózat megteremtéséért, a magyar kultúra támogatásáért”
29.	Nagy András (Kápolna) a Medina Bútorgyár tulajdonosa,„A kulturális értékteremtés támogatásáért”
30.	Dr. Utry Attila (Miskolc) népművelő, „Népművelő munkásságáért”
31.	Dr. Balázs Lajos (Csíkszentdomonkos, Románia) román - magyar nyelv és irodalom tanár, „A néprajztudomány szolgálatáért”
32.	Dobó András (Nagytárkány, Szlovákia) szabómester,„A település kulturális arculatának fejlesztéséért”
33.	Nejzsmák Emma Vaszilevna (Rahó, Ukrajna) a rahói Tisza Kultúrház tulajdonosa, „A magyar kultúra művelésének határon túli támogatásáért”
34.	Győri Endre (Harkakötöny) az általános iskola igazgatóhelyettese, „A település kulturális fejlesztéséért”
35.	Kerekes Tóth Erzsébet (Marosvásárhely, Románia) népdalénekes, előadóművész, „A zenei anyanyelv megőrzéséért”
36.	Vidnyánszky Attila (Beregszász, Ukrajna) a Beregszászi Illyés Gyula Magyar Nemzeti Színház rendezője, „A magyar színházi kultúra fejlesztéséért”
37.	Benkő Pál (Kistarcsa) vállalkozó, „Kultúratámogató tevékenységéért. ”
38.	Csendes Ferenc (Békéscsaba) festőművész, „A tanyavilág képzőművészeti megörökítéséért”
39.	Dr. Fodor Ferenc (Marosvásárhely, Románia) orvos, egyetemi tanár, „Gyógyító és tudományos munkásságáért”
40.	Geröly Tibor (Budapest) a Művészetbarátok Egyesülete elnöke, „Kultúraszervező tevékenységéért”
41.	Kisfalusi János (Viszló) görögkatolikus lelkész, „A magyar néprajzi hagyományok gyűjtéséért és fejlesztéséért”
42.	Kopré József (Budapest) író, nyugalmazott tanár, „Irodalmi és tanári munkásságáért”
43.	Mészáros József (Marosvásárhely, Románia) bibliográfus, „Könyvtárszervező és kulturális értékmentő munkásságáért”
44.	Papp János (Nagytarcsa) ezredes, a MH Híradószertár parancsnoka, „A honvédségi és a társadalom kapcsolatainak fejlesztéséért”
45.	Szalma Mari (Budapest) festőművész, „Kultúraszervező munkásságáért”
46.	Váray Károly (Barcs) tanár, „Közösségépítő munkásságáért”

## Posztumusz A Magyar Kultúra Lovagja
47.	Czine Mihály (Budapest) irodalomtörténész, irodalom kritikus, „Irodalomtörténeti és a magyar irodalmat népszerűsítő munkásságáért”
48.	Fried Pál (Simontornya) a Fried-bőrgyár volt tulajdonosa, „A település kulturális életének létrehozásáért és szociális érzékenységükért”
49.	Fried Imre (Simontornya) a Fried-bőrgyár volt tulajdonosa, „A település kulturális életének létrehozásáért és szociális érzékenységükért”
50.	B. Hajdú László (Budapest) festőművész, „Képzőművészeti munkásságáért”
51.	Horváth István (Pécs) népművelő, „Népművelői életművéért”
52.	Kaposvári Gyula (Szolnok) muzeológus, „A tudományos ismeretterjesztésért és a korszerű múzeum létrehozásáért.”
53.	Dr. Szigetváry Ferenc (Szombathely) gyógyszerész, „Gyógyszerész és Orvos Könyvtár gyűjtéséért és fenntartásáért”

## A Magyar Kultúra Apródja
54.	Csigás Adrien (Budapest) tanuló, „Zenei teljesítményéért”

## A Magyar Kultúra Lovagja – alapító lovag
55.	Kultúra Lovagjainak - alapító lovagok testülete 2000. július 10-én Aranyosapátiban Nick Ferenc (Budapest) kultúraszervezőt a Magyar Kultúra Lovagja cím alapító lovagjává avatta: „Kultúraszervezői tevékenységéért”